# Noyan Öz
Noyan Öz (* 13. September 1991 in Frankfurt am Main) ist ein deutsch-türkischer Fußballspieler.

## Karriere

### Deutschland
Öz spielte bis 2011 bei Kickers Offenbach. Er wurde vor allem für die zweite Mannschaft eingesetzt. 2011 ging er in die Regionalliga Süd zur zweiten Mannschaft des FSV Frankfurt, bei der er Stammspieler war. Zur Saison 2012/13 wechselte er innerhalb der Liga zur zweiten Mannschaft von Eintracht Frankfurt. In der Rückrunde der Saison 2012/13 erzielte er zehn Tore und trug somit zum Klassenerhalt der Eintracht bei. 

### Türkei
Im Sommer 2013 wechselte er in die türkische Süperlig zu Sanica Boru Elazığspor. Nach zwei Spielzeiten für die Ostanatolier wechselte er im Sommer 2015 innerhalb der TFF 1. Lig zum westtürkischen Vertreter Boluspor.